# Raymond Watson
Pour les articles homonymes, voir Watson.
Raymond L. Watson, né le 4 octobre 1926 à Seattle, et mort le 20 octobre 2012,, fut président-directeur général de Walt Disney Productions durant la période transitoire de 1983 à 1984.

## Biographie
Dans les années 1950 et 1960, Raymond Watson travaille pour la société Irvine Company, une société à l'origine agricole qui s'est lancé dans la création de villes planifiées en Californie du Sud dont la ville éponyme d'Irvine. Au sein de cette société il débute comme architecte et évolue planifiant des villes entières. Il utilise aussi des méthodes novatrices comme les études de marché pour proposer des biens en adéquation avec les attentes des futurs propriétaires, taille des lots ou style architectural. Il s'installe à Newport Beach, siège social de l'entreprise Irvine avec sa femme Elsa et a deux enfants.
En 1964, Walt Disney le contacte sur les recommandations d'un ami commun, pour l'aider à développer son projet de ville planifiée EPCOT. Après la mort de Walt Disney en 1966, Card Walker et Donn Tatum font appel à lui pour des conseils sur le projet Walt Disney World, et en 1973, il est invité au comité directoire de Walt Disney Productions.
Il était associé à Ronald William Miller, époux de Diane Marie Disney, l'une des deux filles de Walt Disney. Il était membre du directoire de la société Disney depuis 1972, directoire constitué après la mort de Roy Oliver Disney, le frère de Walt. En 1977, il coupe ses liens avec la société Irvine Company et se voit proposer un poste par Richard Rainwater chez Bass Brothers, qu'il refuse.
En février 1983, alors que Ron Miller est nommé directeur général, Watson est nommé vice-président. Card Walker conserve son, poste de président jusqu'à sa retraite et l'ouverture de Tokyo Disneyland en avril. Le 1er mai, Waston devient le président de Disney.
En 1983, il est nommé PDG de Walt Disney Productions après le départ à la retraite de Card Walker. En 1984, il doit précipitamment abandonner son poste au profit de Michael Eisner afin de préserver la société d'une tentative d'OPA de la part de groupes financiers spécialisés dans la vente en lots.
Il a démissionné de ses fonctions chez Disney en mars 2004. Il était président-directeur général émérite de l'Institut de politique publique de Californie.
Lors du D23 des 19 au 21 août 2011, Raymond Watson a été récompensé par une Disney Legends.